# Karen Gillan

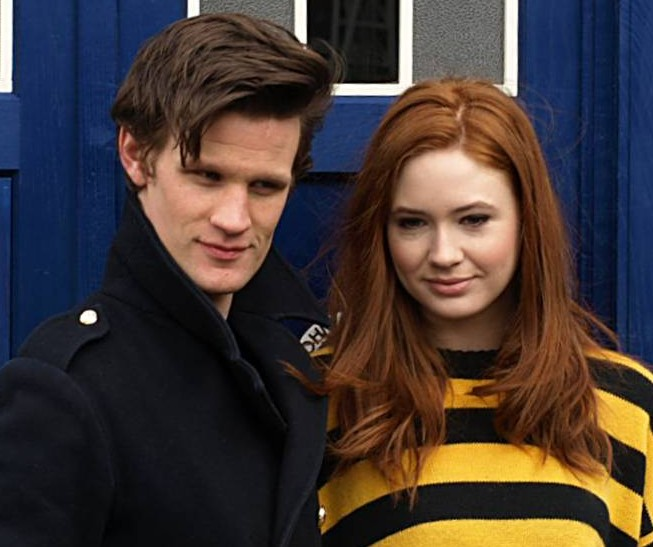
Karen Gillan i Matt Smith odtwórcy gł. ról w 5. serii serialu Doktor Who (2010)

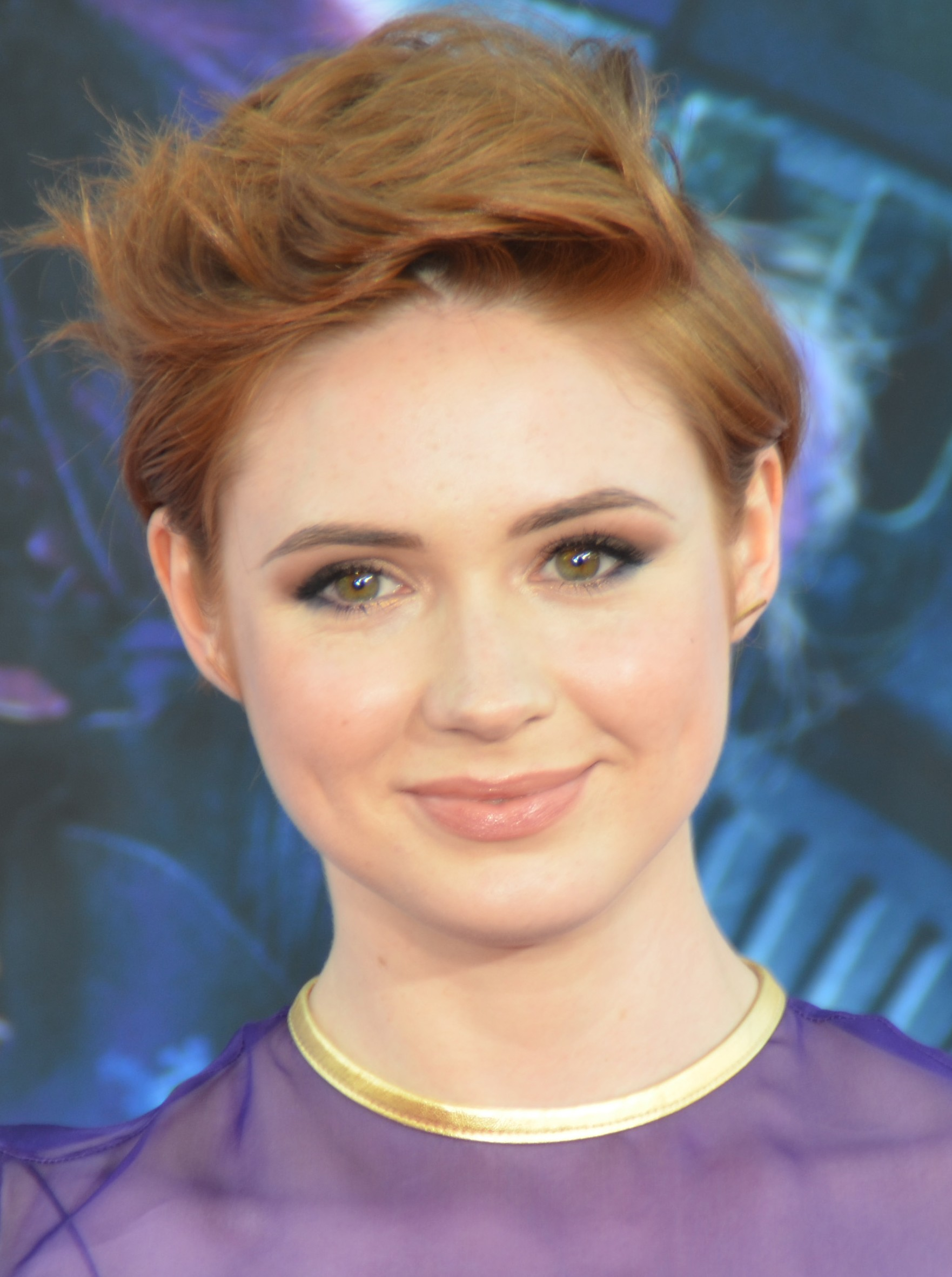
Karen Gillan (2014)

Karen Sheila Gillan (ur. 28 listopada 1987 w Inverness) – szkocka aktorka i modelka, wystąpiła m.in. w roli Amy Pond w serialu Doktor Who, oraz Nebuli w Strażnikach Galaktyki, ich sequelu oraz Avengers: Wojna bez granic i Koniec gry.
Jej ojciec to John Raymond Gillan, a matka – Marie Gillan.

## Kariera
Po raz pierwszy Karen Gillan w telewizji wystąpiła w 2006 w serialu Rebus w 2006 jako Terry Cotter. Zagrała parę razy w The Kevin Bishop Show w latach 2007, 2008 i 2009. W 2008 wystąpiła w trzech produkcjach gatunku dramat (1 serial i 2 filmy). W 2008 wystąpiła także w musicalu Harley Street jako Holly. Swoją dalszą karierę kontynuowała w 2010, kiedy zagrała w serialu The Well jako Coll i w filmie Outcast jako Ally.
Dotychczas Gillan występowała w małych rolach, ale zmieniło to dostanie roli w 2010 r. w brytyjskim serialu science-fiction Doktor Who jako Amy Pond. Wcześniej już występowała w tym serialu gościnnie jako Wróżbitka w 2008 r. Rolę Amy grała do 2012 r. W 2013 r. powróciła do odcinka specjalnego pt. Czas Doktora.
W 2014 r. dostała rolę Nebuli w amerykańskim filmie science-fiction Strażnicy Galaktyki. W tym samym roku przyjęła główną rolę w amerykańskim serialu telewizyjnym pt. Selfie.

## Filmografia
| Seriale i programy telewizyjne | Seriale i programy telewizyjne           | Seriale i programy telewizyjne       | Seriale i programy telewizyjne |
| Rok                            | Tytuł                                    | Rola                                 |                                |
| ------------------------------ | ---------------------------------------- | ------------------------------------ | ------------------------------ |
| 2006                           | Rebus                                    | Terry Cotter                         |                                |
| 2007-2009                      | The Kevin Bishop Show                    | Various                              |                                |
| 2008                           | Coming Up                                | Anna                                 |                                |
| 2008, 2010-2013                | Doktor Who                               | Wróżbitka, Amy Pond                  |                                |
| 2008                           | Harley Street                            | Holly                                |                                |
| 2010                           | The Well                                 | Coll                                 |                                |
| 2012                           | In Love with Coward                      | Laura                                |                                |
| 2013                           | NTSF:SD:SUV::                            | Daisy                                |                                |
| 2014                           | Detektyw Cloth                           | Kerry Newblood                       |                                |
| 2014-                          | Selfie                                   | Eliza Dooley                         |                                |
| Filmy                          |                                          |                                      |                                |
| Rok                            | Tytuł                                    | Rola                                 |                                |
| 2008                           | Stacked                                  | Ginna Turner                         |                                |
| 2008                           | New Town Killers                         | Dziewczyna na przystanku autobusowym |                                |
| 2010                           | Outcast                                  | Ally                                 |                                |
| 2012                           | We'll Take Manhattan                     | Jean Shrimpton                       |                                |
| 2013                           | Not Another Happy Ending                 | Jane Lockhart                        |                                |
| 2013                           | Oculus                                   | Kaylie Russell                       |                                |
| 2014                           | Strażnicy Galaktyki                      | Nebula                               |                                |
| 2014                           | Bound for Greatness                      | Maeve MacDonough                     |                                |
| 2014                           | The List                                 | Lily                                 |                                |
| 2015                           | In a Valley of Violence                  | Ellen                                |                                |
| 2017                           | Strażnicy Galaktyki vol. 2               | Nebula                               |                                |
| 2017                           | The Circle. Krąg                         | Annie Allerton                       |                                |
| 2017                           | Jumanji: Przygoda w dżungli              | Martha                               |                                |
| 2018                           | The Party's Just Beginning               | Liusaidh                             |                                |
| 2018                           | Avengers: Wojna bez granic               | Nebula                               |                                |
| 2018                           | All Creatures Here Below                 | Ruby                                 |                                |
| 2019                           | Avengers: Koniec gry                     | Nebula                               |                                |
| 2019                           | Stuber                                   | Sara Morris                          |                                |
| 2019                           | Jumanji: Następny poziom                 | Martha                               |                                |
| 2020                           | Zew krwi                                 | Mercedes                             |                                |
| 2021                           | Zabójczy koktajl                         | Sam                                  |                                |
| 2022                           | Thor: Miłość i grom                      | Nebula                               |                                |
| 2022                           | Strażnicy Galaktyki: Coraz bliżej święta | Nebula                               |                                |
| 2023                           | Strażnicy Galaktyki vol. 3               | Nebula                               |                                |